# SMS Körös
SMS Körös, następnie Morava i Bosna – monitor rzeczny Marynarki Wojennej Austro-Węgier z końca XIX wieku i I wojny światowej, używanych na Dunaju. Jeden z dwóch okrętów typu Körös, obok „Szamos”. Po wojnie używany przez Królestwo Serbów, Chorwatów i Słoweńców i Jugosławię pod nazwą „Morava” do II wojny światowej, podczas której został przejęty przez marynarkę Niezależnego Państwa Chorwackiego.  

## Historia
Plany monitorów rzecznych typu Körös zostały opracowane dla marynarki Austro-Węgier (Kaiserliche und Königliche Kriegsmarine)  do służby we Flotylli Dunaju przez Komitet Techniczny Marynarki (Marinetechnischen Comites) w Pula. Budowę dwóch okrętów powierzono stoczni Schönichen & Hartmann w Budapeszcie. Stanowiły one drugi typ austro-węgierskich monitorów rzecznych po typie Leitha zbudowanych 20 lat wcześniej, w latach 70. XIX wieku.
Data położenia stępki pierwszego okrętu podawana jest niespójnie w publikacjach. Początkowo przewidziano dla niego nazwę SMS „Theiss”, 19 listopada 1891 roku zmienioną na „Körös”. Okręt wodowano 5 lutego 1892 roku. Pierwsza próba maszyn, uznawana za datę przyjęcia do służby, była 21 kwietnia 1892 roku.

## Opis

### Opis ogólny i architektura
Okręt miał typowy dla jednostek rzecznych szeroki kadłub gładkopokładowy o niskich burtach. Na pokładzie dziobowym i rufowym znajdowały się cylindryczne wieże armat kalibru 120 mm. Na śródokręciu pomiędzy wieżami znajdowała się szeroka nadbudówka, z podwyższoną wieżą dowodzenia w przedniej części. Na dachu wieży dowodzenia i na końcu nadbudówki były armaty kalibru 66 mm z głębokimi maskami pancernymi. Bezpośrednio za wieżą dowodzenia był pojedynczy wysoki komin, a w tylnej części nadbudówki był pojedynczy masztach palowy z bocianim gniazdem.
Wyporność konstrukcyjna wynosiła 448 ton. Długość całkowita wynosiła 54 m, szerokość 9 m, a zanurzenie 1,2 m.
Załoga początkowo liczyła 77 ludzi. W służbie jugosłowiańskiej załoga liczyła 84 ludzi.

### Uzbrojenie
Główną artylerię stanowiły dwie pojedyncze armaty kalibru 120 mm C/87 o długości lufy 35 kalibrów (L/35), w dwóch jednodziałowych wieżach na dziobie i rufie. Wysokość linii ognia znajdowała się 2,5 m nad wodnicą. Uzbrojenie pomocnicze stanowiły początkowo dwie armaty kalibru 66 mm (nominalnie 7 cm) SFK L/42. Uzupełniały je dwa karabiny maszynowe. Etatowo na początku służby załoga miała 46 karabinów, 16 rewolwerów i 10 szabli.
W służbie jugosłowiańskiej uzbrojenie pomocnicze podawane jest jako jedna armata 66 mm, najcięższy karabin maszynowy kalibru 15 mm i cztery karabiny maszynowe.

### Opancerzenie
Okręty miały opancerzenie burt o grubości 50 mm, wież o grubości 75 mm i pokład o grubości 19 mm.

## Napęd
Okręt był napędzany przez dwie maszyny parowe o łącznej mocy indykowanej 1200 KM, poruszające dwie śruby. Parę dostarczały dwa kotły. Prędkość maksymalna wynosiła 10 węzłów. Zasięg pływania według niepewnych daych podawany jest jako 400 mil morskich.

## Służba

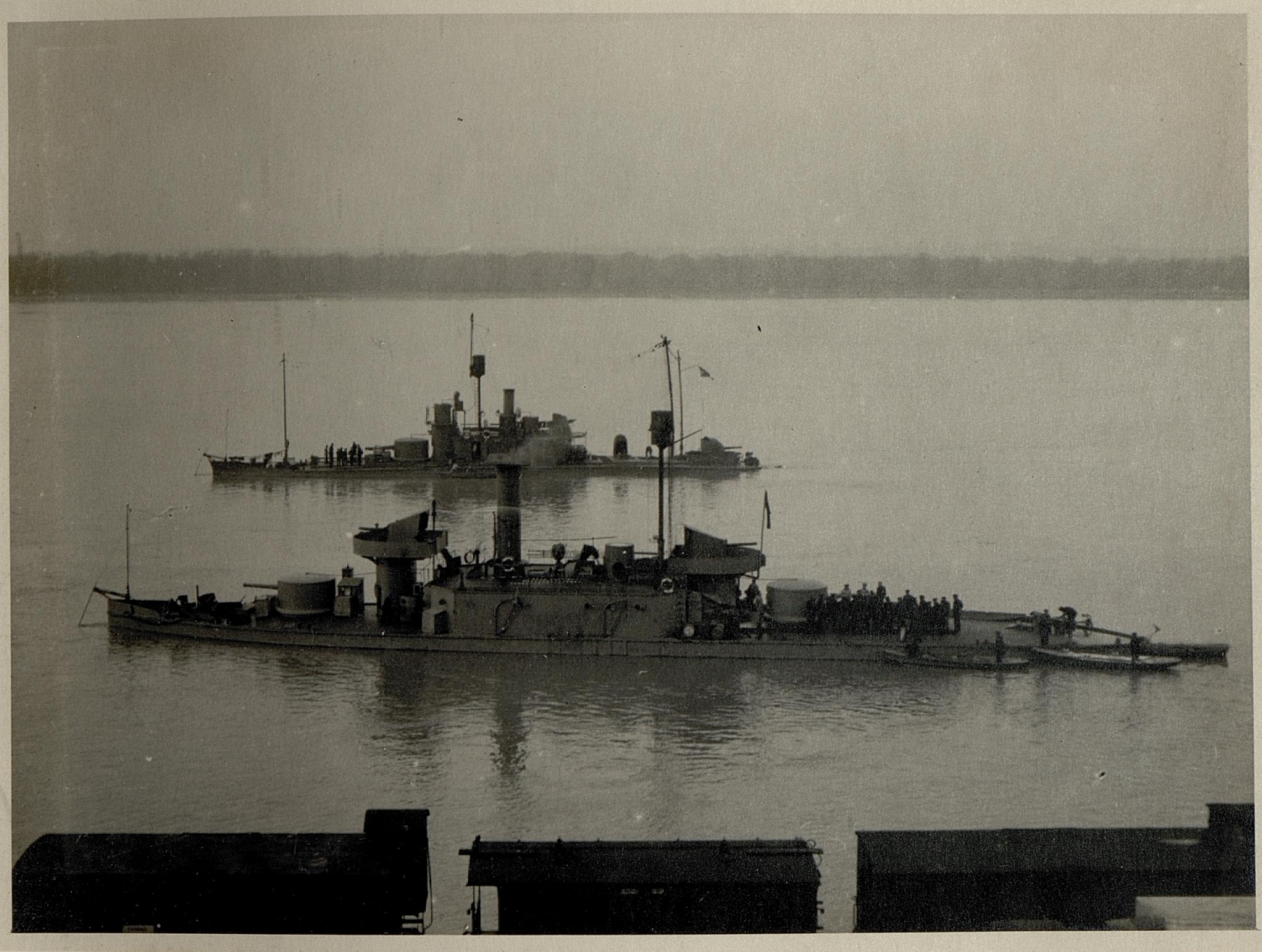
Monitor „Körös” w 1916 roku (na drugim planie „Leitha”)

Monitor „Körös” wszedł do służby w  Kaiserliche und Königliche Kriegsmarine w 1892 roku. Okręt wziął udział w I wojnie światowej. Już w sierpniu 1914 roku podczas próby rozpoznania serbskiej artylerii, otrzymał sześć trafień. 28 września 1914 roku przeszedł na Sawę. Walczył następnie pod Šabacem i wzgórzami Mišar, pomagając w zdobyciu Šabaca 1 listopada. W marcu 1915 roku przeszedł do bazy Petrovaradin. 23 maja 1915 roku monitory w Zemunie były atakowane przez brytyjskie kutry parowe z wyrzutniami torped i omyłkowo doniesiono wówczas o zatopieniu „Körösa”. 7 października 1915 roku wraz z innymi monitorami atakował artylerię serbską przed Belgradem. 2 października 1916 roku „Körös”  brał udział w atakach na most pontonowy pod Rjachowem. 2 grudnia 1916 roku miał kolizję z kutrem pancernym SMS „Wels” (typu Wels). 
Od 13 marca 1918 roku osłaniał trałowanie min w ujściu Dunaju, a od 1 kwietnia działał na wodach przybrzeżnych Morza Czarnego w ramach oddziały wydzielonego flotylli Wulffa. Stacjonował następnie w kwietniu w Odessie i Mikołajowie. W czerwcu 1918 roku działał na Bohu, po czym wrócił 12 września na Dunaj. W październiku osłaniał przeprawę niemieckich oddziałów w okolicach Łomu. 8 grudnia 1918 roku, po zawieszeniu broni, monitor w Budapeszcie został przejęty przez państwa ententy. Po remoncie w Belgradzie, został 31 grudnia 1918 roku przekazany Serbom.
Prawdopodobnie w styczniu 1919 roku zmieniono nazwę okrętu na „Morava”. Około maja/czerwca 1919 roku został wcielony do marynarki Królestwa SHS. Po podziale dawnej floty Austro-Węgier 15 kwietnia 1920 roku pierwotnie został przyznany Europejskiej Komisji Dunaju, lecz na skutek protestu Królestwa SHS, został mu ostatecznie przyznany 21 września 1920 roku. 
W okresie międzywojennym monitor służył w marynarce SHS, a od 1929 roku Jugosławii, pod nazwą „Morava”. W 1924 roku został nieco zmodernizowany i jedno z dział kalibru 66 mm zamieniono na przeciwlotniczy karabin maszynowy. 
Po ataku Niemiec na Jugosławię, 12 kwietnia 1941 roku został samozatopiony na Sawie.
Monitor został następnie podniesiony i wyremontowany oraz przekazany przez Niemcy marynarkę Niezależnego Państwa Chorwackiego. Nadano mu nazwę „Bosna”. W czerwcu 1944 roku został zatopiony na minie na rzece Una w pobliżu Bosanski Novi. 